# 6798 Couperin
A 6798 Couperin (ideiglenes jelöléssel 1993 JK1) a Naprendszer kisbolygóövében található aszteroida. Eric Walter Elst fedezte fel 1993. május 14-én.